# Francesco Magnanelli
Francesco Magnanelli (* 12. November 1984 in Umbertide) ist ein ehemaliger italienischer Fußballspieler, der von 2005 bis 2022 bei der US Sassuolo Calcio unter Vertrag stand.

## Karriere
Magnanelli begann seine Karriere in der Jugend des AS Gubbio 1910. Im Jahre 1999 wurde er in den Profikader übernommen, wo er bis 2002 für Gubbio 15 Spiele bestritt. Danach folgten drei kurze Stationen: Zunächst schloss er sich Chievo Verona an, ein Jahr später der AC Florenz. Bei beiden Stationen blieb er jedoch ohne Einsatz. Um wieder Spielpraxis zu bekommen, wechselte Magnanelli 2004 zur deutlich schwächeren AC Sangiovannese 1927. Diesen Verein verließ er ebenfalls nach einem Jahr und lediglich sieben Ligaeinsätzen und wechselte zur US Sassuolo Calcio, für die er 17 Jahre lang spielte. Nach den Aufstiegen in die dritte sowie zweite Liga 2006 und 2008 schaffte er mit Sassuolo in der Zweitligasaison 2012/13 den Aufstieg in die Serie A.
Im Mai 2022 trat Magnanelli vom aktiven Fußball zurück.

## Erfolge
- Serie-B-Meister: 2012/13